# Power Rangers Jungle Fury
Power Rangers Jungle Fury è la quattordicesima serie americana dedicata ai Power Rangers, ispirata alla ventunesima serie giapponese dei Super Sentai Juken Sentai Gekiranger. Questa serie si differenzia dalle altre per il numero decisamente ridotto dei Ranger principali rispetto agli "altri" Ranger (come la serie Ninja Storm). La serie è stata trasmessa negli Stati Uniti tra febbraio e novembre 2008, successivamente alla serie Power Rangers: Operation Overdrive. La serie ha debuttato in Italia su Jetix il 6 luglio 2009.

## Trama
In un remoto monastero dove si pratica un'arte Kung-Fu chiamata L'ordine dell'artiglio vengono scelti tre abili allievi: Lily, Theo e Jarrod.
Per colpa di una lite contro un principiante Jarrod viene cacciato dalla sua nobile carica e al suo posto subentra invece il malcapitato Casey. Il più saggio dei maestri, Master Mao, guida i tre allievi scelti in una camera segreta dove gli mostra uno scrigno, in cui teneva rinchiuso un potente e pericoloso demone chiamato Dai-Shi. Quest'ultimo era stato catturato millenni prima dai tre più antichi maestri dell'ordine dell'artiglio e ai tre ragazzi sarebbe stato affidato il compito di proteggere lo scrigno affinché Dai-Shi non sfuggisse. All'improvviso Jarrod attacca furioso Master Mao. Durante la lotta l'allievo ribelle apre per sbaglio lo scrigno e Dai-Shi si libera uccidendo Master Mao.
In punto di morte Mao dice ai tre prescelti di andare nella città di Ocean Bluff, dove troveranno un nuovo maestro. Nel frattempo Jarrod tenta di scappare dal monastero, ma Dai-Shi lo attacca entrando nel suo corpo: Jarrod è completamente posseduto da Dai-Shi, e ricostruisce il suo tempio invocando i suoi guerrieri, i Rinshi.
Intanto i tre ragazzi trovano il loro presunto maestro, chiamato R.J., strambo direttore di una pizzeria, e i tre lo lasciano credendo di essersi sbagliati. I Rinshi attaccano i ragazzi che si ritrovano presto nei guai, e R.J. arriva in loro aiuto sconfiggendo eroicamente i mostri, e dimostrando di essere un membro dell'ordine dell'artiglio grazie al simbolo tatuato sul braccio. Allora R.J. mostra ai tre ragazzi il loro rifugio segreto e gli consegna i Morpher a forma di occhiali da sole con cui i tre possono trasformarsi in Power Ranger e combattere Dai-Shi.

## Episodi
| Stagione       | Episodi | Prima TV USA | Prima TV Italia |
| -------------- | ------- | ------------ | --------------- |
| Prima stagione | 32      | 2008         | 2009            |

## Personaggi e interpreti

### Rangers

#### Power Ranger
- Casey Rhodes (1-32), interpretato da Jason Smith, doppiato da Francesco Venditti.
È il Red Tiger Ranger. Come tutti gli altri lavora al Jungle Pizza. Il suo spirito animale è quello della Tigre. È il capo dei Power Ranger. All'inizio della serie è appena una recluta, ma grazie al suo spirito animale riesce a battere Jarrod; possiede lo spirito della tigre e per questo motivo verrà convocato da master Mao. La sua arma principale è il Jungle nunchaku (chiamato erroneamente nella versione italiana come "nanchuku"), e dopo essersi allenato con Master Finn imparerà a padroneggiare le Sciabole dello Squalo, una coppia di sciabole molto potenti. Lo stile di combattimento di Casey è basato sulle arti marziali cinesi ed è incentrato sulla forza e l'equilibrio.

- Theo Martin (1-32), interpretato da Aljin Abella, doppiato da Simone Veltroni.
È il Blue Jaguar Ranger. Il suo spirito animale è quello del Giaguaro. Theo è un ragazzo allenato nel kung fu e molto saggio. Ha un fratello gemello di nome Luen che è considerato dai suoi amici più spassoso di lui, ma entrambi orgogliosi del proprio fratello. Alla fine della serie chiederà a Lily di diventare fidanzati e Lily accetterà. Le sue armi sono i Jungle Tonfa, e successivamente verrà allenato da Master Swoop all'utilizzo dei Jungle Fan, una coppia di ventagli da guerra che gli consentirà anche di levitare. Lo stile di combattimento di Theo è ricavato dalle arti marziali cinesi, incentrato principalmente sulla grazia e sullo stile.

- Lily Chilman (1-32), interpretata da Anna Hutchison, doppiata da Letizia Scifoni.
È la Yellow Cheetah Ranger. Il suo spirito animale è il Ghepardo. Lily è una ragazza addestrata come tutti gli altri da Master Mao. Qualche volta, invece di presentarsi come gli altri con i pantaloni della tuta si presenta con la gonna. Alla fine della serie Theo le chiederà il fidanzamento e lei accetterà. La sua arma è il Bastone Jungle (un Bo), e successivamente si allenerà con Master Phant a padroneggiare la Jungle Mace, un potentissimo martello meteora capace di sferrare colpi devastanti. Lo stile di combattimento di Lily è il Wing Chun.

- Robert "R.J." James (1-32), interpretato da David de Latour, doppiato da Patrizio Prata.
È il Violet Wolf Ranger. Il suo spirito animale è il lupo. R.J. È il maestro dei Power Ranger e ha insegnato agli altri tre a diventarlo. R.J. è il direttore del Jungle Pizza e adora la pizza; inoltre ha creato alcune invenzioni per i Power Ranger per migliorare i loro attacchi verso gli avversari. Ha un vecchio amico, Dominic Hargan. A differenza degli altri Ranger R.J. non usa alcun tipo di arma, ma si serve unicamente di getti di energia che scaglia tramite il suo Morpher. Il suo stile di combattimento è il Muay thai.

- Dominic "Dom" Hargan (19-32), interpretato da Nikolai Nikolaeff, doppiato da Marco Vivio.
È il White Rhino Ranger. Il suo spirito animale è il rinoceronte. È l'ultimo arrivato al Jungle Pizza, dove peraltro lavora. È un vecchio amico di R.J. che è molto felice di rivederlo quando va al Jungle Pizza. Alla fine della serie, quando se ne andrà dal Jungle Pizza, chiederà a Fran di andare con lui e lei accetterà. L'arma di Dom è il suo stesso Morpher, che gli consente di sferrare colpi più pesanti, sparare proiettili di energia contro i nemici, ed è integrato con una lama capace di distruggere qualsiasi cosa. Lo stile di combattimento di Dom è il Karate.

#### Spirit Ranger
- Elephant Spirit Ranger (23-32), è lo Spirit Ranger creato da Dai Shi utilizzando lo spirito dell'elefante di Master Phant. Insieme agli altri maestri si è rivolto contro i Power Ranger battendoli. Una volta liberato, insieme agli altri due Spirit Ranger, ha combattuto al fianco dei Ranger. Può essere chiamato in battaglia da Lily o da Master Phant. La sua arma è la Jungle Mace, ed è capace di creare potenti onde d'urto.

- Shark Spirit Ranger (23-32), è lo Spirit Ranger creato da Dai Shi sfruttando lo spirito dello squalo di Master Finn. Ha combattuto contro gli altri Ranger mettendoli in seria difficoltà. Dopo essere stato apparentemente distrutto è tornato in battaglia e si è schierato a fianco dei Ranger. Può essere evocato da Casey o da Master Finn. Le sue armi sono le Shark Saber ed è in grado di emettere lame di energia dalle mani.

- Bat Spirit Ranger (23-32), è lo Spirit Ranger creato da Dai Shi con lo spirito del pipistrello di Master Swoop. Si è inizialmente schierato con Dai Shi, creando non pochi problemi ai Ranger, ma in seguito è stato liberato, unendosi a questi ultimi. Può essere evocato in campo da Theo o da Master Swoop. Le sue armi sono i Jungle Fan e ha la capacità di levitare.

### Alleati dei Ranger
- Fran (1-32), interpretata da Sarah Thomson, doppiata da Rachele Paolelli.
È una dipendente del ristorante di R.J. Jungle Pizza. Di aspetto è alta, con gli occhiali e i capelli bruni. Nella serie lavora sempre e di solito cucina le pizze che ogni tanto dona ad R.J. di cui va ghiotto. All'inizio non era al corrente del segreto dei Ranger, ma una volta scopertolo diventerà una fedele alleata. Alla fine della serie, quando Dominic va in Europa, inviterà lei ad andare con lui e accetterà la proposta.

- Flit (2-32), interpretato da Kelson Henderson, doppiato da Stefano Onofri.
È una mosca che sta sempre con Camille a causa di un suo incantesimo che lo aveva trasformato in un insetto e di rimanere per qualche tempo nel suo stomaco. È un appassionato della telecronaca e fa sempre il telecronista dei combattimenti dei Ranger mentre li guarda con Camille. Visto che tutte le volte i Ranger vincono e Flit è neutrale finisce sempre a litigare con Camille. Alla fine della serie diventerà umano e lavorerà al ristorante di R.J. Jungle Pizza.

- Camille (1-32), interpretata da Holly Shanahan, doppiata da Federica De Bortoli.
È una allieva di Master Mao che ha come spirito animale quello del camaleonte. Prima di studiare con Master Mao Camille era schierata con le forze del male e non ha mai tradito Jarrod, nonostante avesse lo spirito di Dai Shi nel suo corpo. È molto affezionata a Jarrod. Combatterà a fianco dei Ranger solo nella battaglia finale. Con il potere Rinizin il suo spirito è quello della fenice. Durante la serie funge da generale d'azione di Dai Shi ed è l'unico personaggio femminile che ricopre questo ruolo senza avere una controparte, alleato o rivale maschile. Prova empatia per Lily.

- Jarrod (1-32), interpretato da Bede Skinner, doppiato da Alessio Cigliano.
È un altro allievo di Master Mao che ha come spirito animale quello del leone. Prima di studiare con Master Mao era schierato con le forze del male di cui era anche il capo essendo il suo corpo nel dominio dello spirito di Dai Shi. Nelle ultime battaglie combatte con i Ranger ma alla fine della Battaglia Finale si schiera con lo spirito di Dai Shi; tuttavia alla fine si schiera nuovamente con i Ranger e torna a studiare con Master Mao. Con il potere Rinzin il suo spirito è quello del grifone.
- Luen Martin (24), interpretato da Aljin Abella, doppiato da Simone Veltroni, fratello gemello di Theo
- Dottoressa Sylvia Jennings (22), archeologa che ha scoperto cinque occhi di cristallo Phantom Beast, il suo spirito animale è il delfino.
- Gabby (23), nipote di Master Phant e allieva di ballo di Lily.
- Jimmy (27), allievo di Casey, come lui possiede lo spirito della tigre.
- Maryl Snyder (29), esperta genetica che crea il siero della clonazione, tuttavia coloro che lo usano subiscono di un grave prurito che li fa distinguere dai cloni, è una cotta di Dominick.

### Master Pai Zhua
- Master Mao (1-2,13,31-32), interpretato da Nathaniel Lees, doppiato da Ambrogio Colombo.
È il Master Pai Zhua con lo spirito animale del caracal. Master Mao è il Pai Zhua Master che ha allevato i Power Ranger e che ha ora come allievi Dai Shi e Camille. Come faranno gli altri Pai Zhua combatterà al fianco dei Rangers nelle ultime battaglie. Nella prima puntata è stato ucciso da Dai Shi, ma è apparso più volte come spirito per guidare e mettere alla prova i Ranger.

- Master Phant (8,23-32) è il Master Pai Zhua con lo spirito animale dell'elefante. Come gli alti Pai Zhua combatterà con i Ranger nelle battaglie finali. Per breve tempo è stato il maestro di Lily.

- Master Swoop (10,23-32) è il Master Pai Zhua con lo spirito animale del pipistrello. Come gli altri Pai Zhua combatterà accanto ai Power Ranger nelle battaglie finali. Ha allenato Theo. Esattamente come il suo animale guida Master Swoop è cieco, ma è in grado di percepire perfettamente la realtà che lo circonda.

- Master Finn (12,23-32) è il Master Pai Zhua con lo spirito animale dello squalo. Come gli altri Pai Zhua combattera con i Ranger nelle battaglie finali. Per un certo periodo ha addestrato Casey. R.J. è suo figlio.

- Master Rilla (13-14,32) è il Master Pai Zhua con lo spirito animale del gorilla. Anticamente ha combattuto insieme a tutti i maestri contro Dai Shi, ma è stato sconfitto e distrutto. Come gli altri Pai Zhua anche lui combatterà accanto ai Power Ranger nelle battaglie finali. Ha ceduto il controllo del suo spirito animale a Casey.

- Master Guin (13-14,32) è il Master Pai Zhua con lo spirito animale del pinguino. Ha combattuto ed è stata uccisa da Dai Shi. Come gli altri combatterà nelle battaglie finali assieme ai Power Ranger. Ha successivamente trasferito il potere del suo spirito animale a Lily.

- Master Lope (13-14,32) è il Master Pai Zhua con lo spirito dell'antilope. Ha lottato contro Dai Shi, ma è stato annientato da quest'ultimo. Come gli altri combatterà le battaglie finali con i Ranger. Ha donato a Theo il potere del suo spirito animale.

### Nemici
- Dai Shi (1-32), interpretato (voce) da Geoff Dolan, doppiato da Alessio Cigliano.
È uno spirito del male che esiste da più di diecimila anni. Allora era il condottiero delle forze del male. In quel tempo ci fu una battaglia fra le forze del male e gli umani. Dai Shi perse e fu costretto a trovarsi un corpo dove mettere il suo spirito. Alla fine scelse il corpo di un umano di nome Jarrod. Lo spirito animale di Dai Shi è del grifone, ma nella battaglia finale si mostra come un gigantesco Dragone cinese nero a quattro zampe dotato di molte teste, viene sconfitto da una potente onda energetica creata dai tre Rangers e dallo stesso Jarrod.

- Carnisoar (9-21,32), interpretato da Cameron Rhodes, doppiato da Roberto Fidecaro
Conosciuto come il Feudatario del Cielo, è un feroce guerriero che ha come spirito animale quello del falco ed è il dominatore dell'aria, viene distrutto dalla potenza del Rhino Nexus Megazord.
  - Bai Lai (10), generale evocato da Carnisoar, possiede lo spirito del corvo.
  - Carden (10-11), generale evocato da Carnisoar, possiede lo spirito dell'airone.

- Jellica (11-21,32), conosciuta come la Feudataria del Mare, è una guerriera calma e calcolatrice che ha come spirito animale quello della medusa ed è la dominatrice dell'acqua. Lei morirà quando i generali Phantom Beast la tradiranno e la distruggeranno davanti a Dai-Shi e Camille.
  - Crustaceo (12), generale richiamato da Jellica, possiede lo spirito del paguro.

- Grizzaka (15-22,32), conosciuto come il Feudatario della Terra, è il più forte fra i tre feudatari, e il suo spirito animale è quello del grizzly. È il dominatore della terra. Odia profondamente gli umani e dispone del potentissimo Zokato Power, viene distrutto dall'ultrazord dei ranger.
  - Monkeywi (16), generale convocato da Grizzaka, possiede lo spirito del babbuino.
  - Guardiani Ombra (13-14,17), esseri senza spiriti animali, né voce.
    - I primi due sono, uno bianco e uno nero, vengono risvegliati da Jellica e Carnisoar e aiutano Jarrod.
    - I secondi hanno anche sfumature di rosso, vengono risvegliati da Grizzaka e devono distrarre i ranger.

Phantom Beast
- Scorch (23-32) è un generale Phantom Beast, il più importante e autorevole di tutti, il cui spirito animale è quello del dragone di Avalon, è l'unico mostro a essere distrutto e poi rianimato nello stesso episodio.

- Snapper (23-31,32) è un generale Phantom Beast il cui spirito animale è quello del Genbu, una tartaruga della mitologia cinese.

- Whiger (23-28) è un generale Phantom Beast il cui spirito animale è quello della tigre bianca. In un episodio riuscirà a rubare lo spirito della tigre a Casey, dato che entrambi sono affini, ma il ragazzo lo batterà pur senza averlo, perciò Dai Shi lo priva dei suoi poteri e lo bandisce dal suo esercito. Ferito nel suo orgoglio combatterà ad armi pari contro Casey, ma durante il duello il ragazzo lo salva da un precipizio. Toccato dalla gentilezza del Ranger Whiger lo aiuterà a liberare i suoi amici combattendo insieme a lui contro Camille Phoenix, sacrificandosi e ridonando lo spirito della tigre al suo vecchio rivale. È l'unico tra i Phantom Beast che è riuscito a evocare il proprio spirito animale.

Al servizio dei generali phantom beast ci sono otto grandi guerrieri, ognuno di essi ha (come i loro generali), spiriti di animali estinti, leggendari o estremamente rari.
- Sonimax (23-30,32) possiede lo spirito del cinghiale, è stato aiutato dai phantom ranger.
- Dynamir (23-24,32) possiede lo spirito del bue, è stato aiutato dai phantom ranger.
- Unidoom (23-26,32) possiede lo spirito dell'unicorno.
- Rammer (23-28,32) possiede lo spirito della capra.
- Badrat (23-28,32) possiede lo spirito del castoro.
- Grinder (23-29,32) possiede lo spirito della scimmia, probabilmente ispirato a Sun Wukong.
- Osiris (23-30,32) possiede lo spirito del cane, probabilmente ispirato al dio della mitologia egizia Anubi.
- Lepus (23-30,32) possiede lo spirito del coniglio, è l'ultimo phantom Beast guerriero a essere distrutto, e l'unica ragazza del gruppo.

Mostri del Giorno
- Rinshi (1-32) è uno spirito del male il cui spirito animale è del Jian Shi, un vampiro della mitologia cinese, hanno il compito di soldati comuni guidati da un comandante (spesso Chamille), nel corso della serie alcuni Rinshi ottengono diversi spiriti animali acqiusendo diversi poteri.
  - Mantor (1-2) possiede lo spirito della mantide religiosa.
  - Buffalord (3) possiede lo spirito del bufalo.
  - Gli Artgili di Veleno sono Rinshi che possiedono come spirito animale quello di esseri velenosi, rettili, aracnidi e anfibi.
    - Rantipede (4,9,32) possiede lo spirito del millepiedi.
    - Gakko (4-5,9,32) possiede lo spirito del geco, è il primo rivale di Theo.
    - Stingerella (4-8,32) possiede lo spirito dello scorpione, si innamora di Toady.
    - Toady (4-8,32) possiede lo spirito del rospo, si innamora di Stingarella
    - Naja (4-9,32) possiede lo spirito del cobra, è l'unico mostro comune a ribellarsi a Dai Shi, nonché l'unico a essere distrutto da Camille.

  - Pangolin (8) possiede lo spirito del pangolino.
  - Slickagon (9) possiede lo spirito dell'anguilla.
  - Mog (13) possiede lo spirito della rana.
  - Hamhock (15) possiede lo spirito del maiale.
  - Porcupongo (15) possiede lo spirito del porcospino.
  - Barrakooza (18) possiede lo spirito del barracuda.
  - Crocovile (19) possiede lo spirito del coccodrillo.
  - Whirnado (20) possiede lo spirito dello struzzo.
    - Whircane (20), figlio di Whirnado, che possiede i ricordi del padre e come lui lo spirito dello struzzo.

  - Volpe e pesce luccio (32) due mostri senza nome di cui si conoscono solo gli spiriti animali.
  - Cheese McAllister (26), presentatore di uno show televisivo creato da Chamille per distruggere i ranger, possiede lo spirito del topo ed è l'unico villain della serie a non avere controparti in Juken Sentai Gekiranger.